# Aspidopterys jainii
Aspidopterys jainii är en tvåhjärtbladig växtart som beskrevs av R.C. Srivastava. Aspidopterys jainii ingår i släktet Aspidopterys och familjen Malpighiaceae. Inga underarter finns listade i Catalogue of Life.